# 徐伟华
徐伟华（1955年5月—），山东东平人。男，汉族。

## 生平
1972年11月参加工作，1974年10月加入中国共产党。山东大学中文系汉语言文学专业本科毕业。
1972年11月，在解放军51125部队服役。1976年4月，任山东聊城地区卫生学校干部。1978年3月，在山东大学中文系汉语言文学专业学习。1982年1月，任公安部八局、研究室干部。1987年1月，任公安部法规局办公室副主任。1990年2月，任公安部法制司办公室主任。
1990年12月，任中央政法委研究室政策法律处处长。1992年4月，任中央社会治安综合治理委员会办公室副主任。1995年6月，任中央社会治安综合治理委员会办公室常务副主任（正局级）（其间：1995年9月至1996年7月，在中央党校一年制中青班学习；1996年9月至1999年7月，在中央党校研究生院马克思主义哲学专业学习；1997年9月至1998年9月，挂职任中共烟台市委副书记）。2000年6月，任中央政法委政法队伍建设指导室主任。2008年8月，任中央新疆工作协调小组办公室主任。
2010年12月，任新疆生产建设兵团党委常委、副政委。2016年6月，不再担任。